# Francis Pettit Smith
Sir Francis Pettit Smith (Hythe, 1808 – South Kensington, 12 febbraio 1874) è stato un inventore britannico e, insieme a John Ericsson, e dopo Josef Ressel, uno degli inventori della propulsione ad elica.
Fu anche la forza trainante dietro la costruzione della prima nave a vapore del mondo, la SS Archimedes.

## Primi anni di vita
Nacque a Hythe, nel Kent, dove suo padre era il direttore di posta. È stato educato in una scuola privata ad Ashford gestita dal reverendo Alexander Power, prima di lavorare come agricoltore al pascolo su Romney Marsh, per poi trasferirsi a Hendon nel Middlesex dove ha continuato a coltivare per 37 anni.

## Carriera

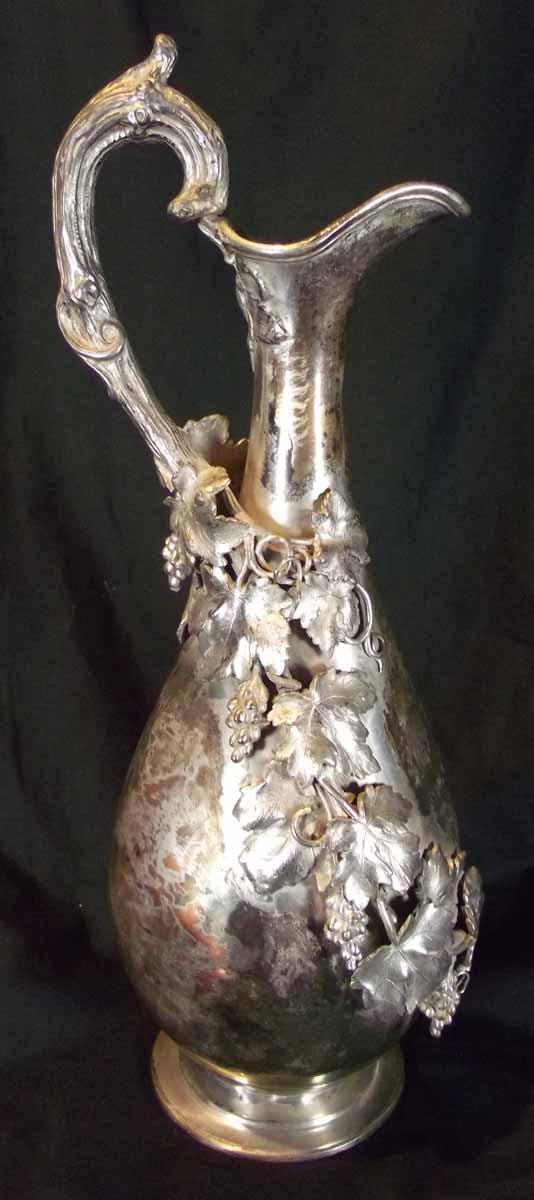
Claret Jug presentata a Smith nel 1858, ora esposta al Mariner's Museum.

Da ragazzo aveva acquisito grande abilità nella costruzione di modellini di barche e si interessava in particolare ai loro mezzi di propulsione. Questo fascino per le barche rimase con lui e nel 1834 su un serbatoio vicino alla sua fattoria, perfezionò la propulsione di un modello di barca con una elica di legno guidata da una molla. Egli divenne assolutamente convinto che questa forma di propulsione fosse di gran lunga superiore alla ruota a pale che era in uso all'epoca. L'anno seguente costruì un modello più grande con il quale eseguì una serie di esperimenti a Hendon e nel 1836 pubblicò un brevetto per la propulsione delle navi mediante una elica girevole posta sotto l'acqua a poppa.
Dopo essersi assicurato il sostegno finanziario di diverse parti, aiutò a organizzare la Propeller Steamship Company che nel 1839 costruì con successo la prima nave a vapore a propulsione a elica del mondo, la SS Archimedes. Poco tempo dopo, fu determinante nel persuadere Isambard Kingdom Brunel a cambiare il progetto della SS Great Britain dalla ruota a pale alla propulsione a elica, prestando a Brunel Archimedes per diversi mesi. Ha anche contribuito a persuadere l'Ammiragliato britannico ad adottare la propulsione ad elica.

## Vita successiva
Tra il 1864 e il 1870 risiedette in un'elegante casa vittoriana al 17 di Sydenham Hill SE26, vicino al Crystal Palace Park, un fatto annotato su una targa blu.
Nel 1860 il governo lo nominò al posto di curatore del Museo dei brevetti a South Kensington. Nel 1871 gli fu conferito un cavalierato.
Smith morì al 15 Thurloe Place, South Kensington nel febbraio 1874, ed è sepolto nel cimitero di St Leonards, Hythe, nel Kent.

## Vita privata
Smith si sposò due volte e ebbe figli da entrambi i matrimoni.

## Lascito
Smith ha negoziato con i governatori del Dulwich College per l'affitto di un appezzamento di terreno sulle Sydenham Hill, dove costruì la sua casa di nome Centra House nel 1864. La casa è stata progettata da Charles Barry Jr. (il figlio maggiore di Sir Charles Barry). La casa è ancora oggi intatta. Nei giardini, Smith aveva piantato un considerevole boschetto di arbusti e boschi fino a College Road. Un residente successivo aggiunse una fontana di Pulhamite e una piccola grotta sul retro della residenza e la ribattezzò la casa Dilkoosh. Successivamente è stata rinominata con il nome attuale, Fountain House.